# Chira lucina
Chira lucina är en spindelart som beskrevs av Simon 1902. Chira lucina ingår i släktet Chira och familjen hoppspindlar. Inga underarter finns listade i Catalogue of Life.